# Sebastián Giovanelli
Sebastián Giovanelli (Montevideo, 28 de agosto de 1979) es un periodista deportivo, locutor y columnista uruguayo.

## Biografía
Sebastián es Licenciado en Ciencias de la Comunicación egresado de la Universidad de la República en 2002. Sin embargo su carrera comenzó en 1998 con su participación en CX 44, en aquel entonces Emisora del Siglo. En el 2000 llegó a CX 40 Radio Fénix donde permaneció hasta 2004.
Desde el año 2002 hace parte de CX 18 Radio Sport 890, donde trabaja hasta la actualidad siendo uno de los comentaristas de fútbol y conduciendo tres programas, además 'El Antes del Fútbol'
En 2009 ingresó a Canal 10 de Montevideo donde comentó Mundiales juveniles sub-17 y sub-20, Copa Confederaciones 2013, Mundial sub-20 2013, Mundial 2014, Copa América 2015 y Mundial sub-20 2015. Además fue productor del Mundial de Sudáfrica 2010. Fue conductor de los programas Punto Penal y Sensación Mundial, finalizando su participación en 2015 en el noticiero Subrayado. 
Durante 2016 y a sus 36 años fue incorporado al personal de Directv Sports en su filial de Uruguay, donde comentó la Copa América 2016 y conduce el programa Abanderados que se emite para todo el continente donde realiza entrevistas con los atletas olímpicos uruguayos para Río 2016.